# Santa Caterina della Rota

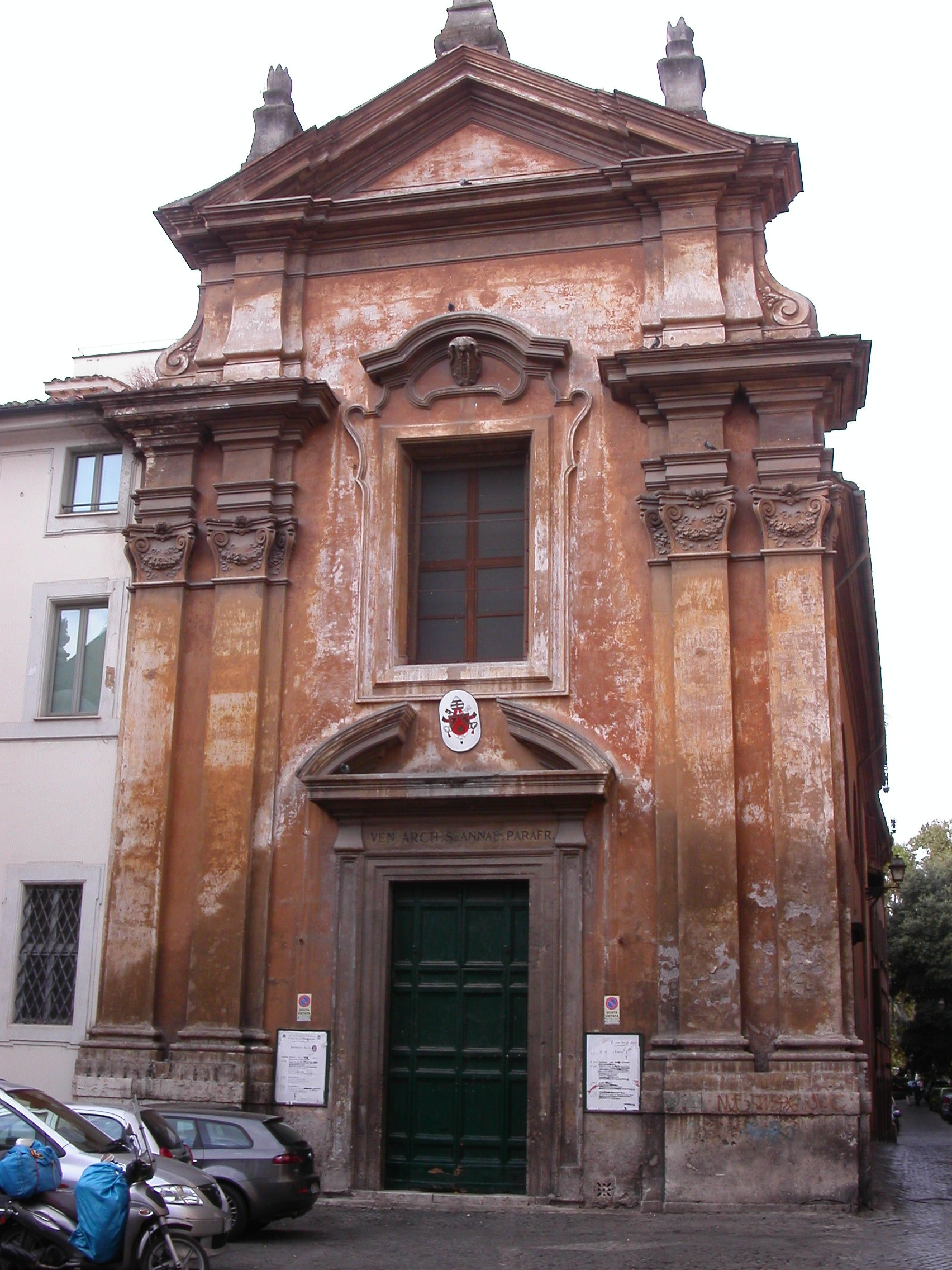
Portalseite von Santa Caterina della Rota

Santa Caterina della Rota, gelegentlich auch Sant’Anna, ist eine kleine Kirche in Rom. Die heutige Kirche entstand Ende des 16. Jahrhunderts. Interessant ist die Namensgeschichte. Die Kirche enthält auch einige Fresken.

## Lage, Bau- und Namensgeschichte
Die Kirche liegt im VII. römischen Rione Regola etwa 100 Meter nordwestlich der Piazza Farnese.
Die ursprünglich hier befindliche Kirche, erstmals erwähnt im Jahr 1186 in einer Bulle Papst Urbans III., war eigentlich der heiligen Maria geweiht. Im Mittelalter befand sich unmittelbar neben dem Kirchenbau ein Hospital für ehemalige Gefangene, die aus ihrer Gefangenschaft, zumeist in Nordafrika, so in Tripolis oder Tunis, freigekauft wurden. Diese hängten ihre Ketten – lateinisch: catenarii, „Kettenträger“ – neben das Marienbild in dieser Kirche, woher der Beiname stammt. Der Beiname hatte also ursprünglich nichts mit der namensgebenden heutigen Patronin gemein, sondern entstand durch etymologische Umdeutung im römischen Sprachgebrauch und entsprechende Verschleifung. Daher rührt auch, dass die Kirche im Mittelalter zahlreiche unterschiedliche Bezeichnungen hatte, so in Catarina, in Catenari, in Cateneri, de Catenaris usw. Erst der heutige Bau, entstanden im ausgehenden 16. Jahrhundert, wurde dann wirklich der heiligen Katharina geweiht. Die mittelalterliche Kirche hatte noch einen kleinen Turm, der beim Neubau wegfiel. Die Fassade wurde 1730 fertiggestellt, restauriert wurde die Kirche letztmals 1857.

## Fassade
Die Fassade ist einachsig und verfügt über zwei Geschosse. Das Portal unter einem gesprengten Segmentgiebel wird flankiert von paarweise gestellten Pilastern grundlegend ionischer Ordnung, deren Kapitelle, dem Geschmack der Zeit entsprechend, mit Festons verziert sind. Die inneren Pilaster sind abermals gleicherweise hinterlegt. Der Architrav ist nicht durchlaufend gestaltet, sondern wird von einem Rechteckfenster mit einem kräftigen Rahmen unterbrochen. Die kurzen Pilaster des Obergeschosses übernehmen im inneren Teil die Grundstruktur des Untergeschosses, ebenso der darüberliegende, nunmehr durchgezogene und verkröpfte Architrav unterhalb des einfachen Dreiecksgiebels, auch er ist verkröpft. Durch den Wegfall der äußeren Pilaster bedingt sind seitlich Voluten gestellt, um zwischen den unterschiedlichen Breiten der Geschosse zu vermitteln. Über den Giebel sind zwei Flammenvasen links und rechts gestellt, ein Kreuz auf einem Postament schließt die Fassade nach oben ab.

## Inneres und Ausstattung

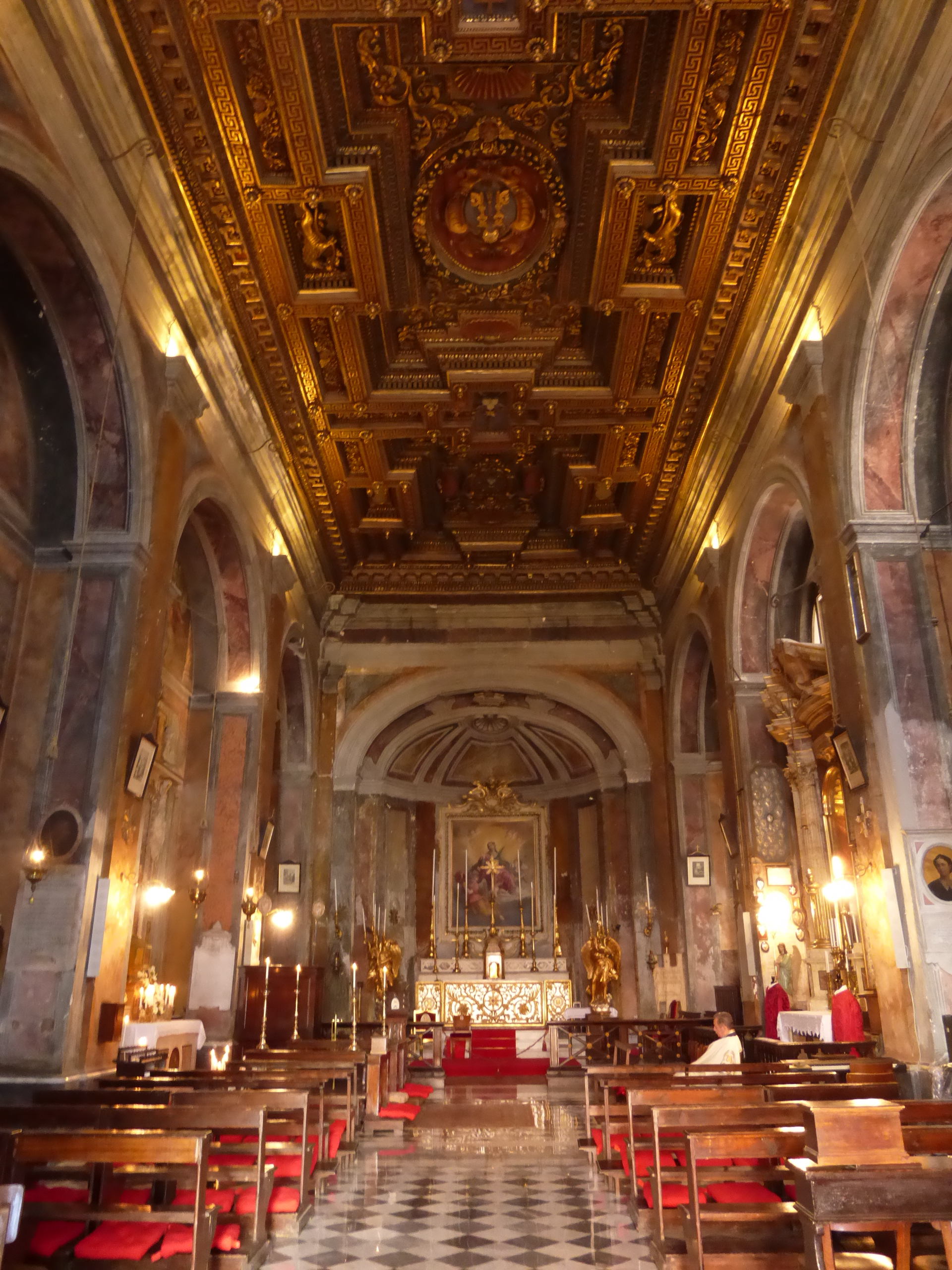
Innenraum

Die Kirche ist einschiffig und hat keine Seitenkapellen, sondern jeweils drei flache Altarnischen pro Längswandseite. Die jeweils vierten Nischen zum Hochaltar hin sind deutlich vergrößert und somit beinahe apsidial ausgeführt. Die Längswände werden zwischen den Nischen von Pilastern toskanischer Ordnung gegliedert.
Die Decke der Kirche ist aus Holz ausgeführt und reich verziert. Sie wurde nicht für diese Kirche gearbeitet, sondern stammt aus der – heute nicht mehr existierenden – Kirche San Franceso d’Assisi a Ponte Sisto.
In der – Blickrichtung zum Hochaltar – ersten Nische rechts befindet sich das Fresko Flucht nach Ägypten, eine Arbeit Girolamo Muzianos aus dem 16. Jahrhundert.
Die zweite Nische rechts enthält ein hölzernes Kruzifix sowie ein Fresko Szenen aus dem Leben des heiligen Karl, geschaffen von Girolamo Coppi.
In der dritten Nische rechterhand befindet sich hinter einer Glasscheibe eine hölzerne Plastik Heilige Anna selbdritt, die Plastik ist bekleidet und wirkt puppenartig.
In der zweiten Nische links wird ein Ölgemälde gezeigt, es stellt Die Enthauptung der heiligen Valeria dar und ist eine Arbeit Giovanni Antonio Gallis.
Die dritte Nische linkerhand enthält das Altarfresko Maria mit Kind und den Heiligen Katharina und Apollonia, es handelt sich wohl um eine Arbeit aus der Schule Giorgio Vasaris, entstanden im 16. Jahrhundert. Oberhalb dieses befindet sich ein weiteres Fresko, dargestellt ist der Tanz der Salome und die Enthauptung des Täufers.
Der Hochaltar selbst ist modern und enthält auf dem Altarretabel ein Bild der namensgebenden Kirchenpatronin.